# Chasing Lights
| Críticas profissionais | Críticas profissionais |
| Avaliações da crítica  | Avaliações da crítica  |
| Fonte                  | Avaliação              |
| ---------------------- | ---------------------- |
| allmusic               | [ 1 ]                  |
| BBC Music              | (positivo)             |
| Digital Spy            | [ 3 ]                  |
| Entertainment.ie       | [ 4 ]                  |
| OK!                    | [ 5 ]                  |
| Teentoday.co.uk        | [ 6 ]                  |
| The Guardian           | [ 7 ]                  |
| The Sun                | [ 8 ]                  |
| The Times              | [ 9 ]                  |
| Virgin Media           | [ 10 ]                 |

Chasing Lights é o álbum de estreia do girl group The Saturdays, lançado em 27 de outubro de 2008. O álbum foi relançado em 16 de março de 2009 para incluir "Just Can't Get Enough", canção de 1981 da banda Depeche Mode. Chasing Lights vendeu 400,000 cópias.[carece de fontes?]

## Faixas
| Edição standard |                                                    |                                                                                                 |         |  |
| N.º             | Título                                             | Compositor(es)                                                                                  | Duração |  |
| 1.              | "If This Is Love"                                  | Alison Moyet, Ina Wroldsen, Joe Belmaati, John Reid, Mich Hansen, Mikkel Sigvardt, Vince Clarke | 3:23    |  |
| 2.              | "Up"                                               | Andreas Romdhane, Wroldsen, Josef Larossi                                                       | 4:07    |  |
| 3.              | "Keep Her"                                         | David Eriksen, Wroldsen, Thomas Eriksen                                                         | 3:04    |  |
| 4.              | "Issues"                                           | D. Eriksen, Wroldsen, T. Eriksen                                                                | 3:38    |  |
| 5.              | "Lies"                                             | D. Eriksen, Wroldsen, T. Eriksen                                                                | 3:35    |  |
| 6.              | "Work"                                             | Harry Sommerdahl, Wroldsen, Kalle Engstrom                                                      | 3:13    |  |
| 7.              | "Chasing Lights"                                   | Chris Braide, Wroldsen                                                                          | 4:03    |  |
| 8.              | "Set Me Off"                                       | D. Eriksen, Wroldsen, T. Eriksen                                                                | 3:04    |  |
| 9.              | "Fall"                                             | Andre Lindal, Wroldsen                                                                          | 3:38    |  |
| 10.             | "Vulnerable"                                       | Alex James, Dean Gilliard, Matt Ward, Nina Woodford                                             | 4:08    |  |
| 11.             | "Why Me, Why Now"                                  | Hannah Robinson, Paul Statham                                                                   | 3:41    |  |
| 12.             | "Up (Wideboys Remix Edit)" (Faixa bônus britânica) | Romdhane, Wroldsen, Larossi                                                                     | 3:01    |  |
| Duração total:  | Duração total:                                     | Duração total:                                                                                  | 42:06   |  |

| Faixas bônus do relançamento |                            |                             |         |  |
| N.º                          | Título                     | Compositor(es)              | Duração |  |
| 12.                          | "Just Can't Get Enough"    | Clarke                      | 3:07    |  |
| 13.                          | "Up (Wideboys Remix Edit)" | Romdhane, Wroldsen, Larossi | 3:01    |  |

## Histórico de lançamento
| País        | Data de lançamento                 |
| ----------- | ---------------------------------- |
| Reino Unido | 27 de outubro de 2008              |
| Reino Unido | 16 de março de 2009 (relançamento) |
| Brasil      | setembro de 2009 (formato digital) |

## Paradas musicais
| Parada (2008)           | Melhor posição | Certificação | Vendas   |
| ----------------------- | -------------- | ------------ | -------- |
| Irish Albums Chart      | 34             |              |          |
| UK Albums Chart         | 9              | Platina      | 300.000+ |
| European Top 100 Albums | 46             |              |          |